# Iemanjelinsk
Iemanjelinsk (en russe : Еманжелинск) est une ville de l'oblast de Tcheliabinsk, en Russie. Sa population s'élevait à 30 252 habitants en 2013.

## Géographie
Iemanjelinsk est située sur le versant oriental de l'Oural méridional, à l'embouchure de la rivière Iemanchelinka dans le lac Grand Sarykoul (Bolchoï Sarykoul), à 50 km au sud de la capitale de l'oblast, Tcheliabinsk.
Iemanjelinsk se trouve sur la ligne de chemin de fer Tcheliabinsk – Troïtsk – Orsk – Kostanaï et sur la route M36 qui relie Ekaterinbourg à Troïtsk et à la frontière du Kazakhstan.

## Histoire
L'origine de Iemanjelinsk remonte à la fondation en 1770 d'un village cosaque connu comme stanitsa Iemanjelinskaïa (Еманжелинская) depuis 1866. Le village devint un centre d'extraction de houille en 1930 et accéda au statut de commune urbaine le 10 septembre 1932 puis à celui de ville le 25 septembre 1951.

## Population
Recensements (*) ou estimations de la population
| 1939*  | 1959*  | 1970*  | 1979*  | 1989*  |
| ------ | ------ | ------ | ------ | ------ |
| 11 080 | 33 563 | 33 389 | 31 015 | 31 153 |

| 2002*  | 2006   | 2010*  | 2012   | 2013   |
| ------ | ------ | ------ | ------ | ------ |
| 30 202 | 29 600 | 30 216 | 30 256 | 30 252 |

## Personnalité
- Irina Shayk, top model née à Iemanjelinsk en 1986.